# 小林亮太 (タレント)
小林 亮太（こばやし りょうた、1998年12月16日 - ）は、日本の俳優、モデル、タレント。愛知県出身。トライストーン・エンタテイメント所属。過去にセントラルジャパン、研音グループの新人部門Next Generation、古舘プロジェクトに所属していた。男性グループBOYS AND MENの元メンバー、雑誌『ニコ☆プチ』と『ニコラ』の元メンズモデル。身長は175 cm、血液型はA型。

## 略歴
5歳のときから名古屋の芸能事務所セントラルジャパンに所属。モデルとして活動を始めた。2011年4月、同じセントラルジャパン所属のキッズモデル出身である清水天規・平野紫耀・平松賢人らが在籍するBOYS AND MENに加入。同期加入のメンバーに吉川友真とファビオ、大池瑞樹、などがいる。BOYS AND MENのメンバーとして舞台公演やライブ・イベント出演などで活動し、個人では2012年から雑誌『ニコ☆プチ』・『ニコラ』のメンズモデルとなった。BOYS AND MENでは2012年から内部ユニット・チームSのメンバーとなる。この時期から脱退までの間、グループ内の最年少メンバーであった。2013年4月29日にBOYS AND MENを脱退。同グループはメンバーの脱退に関して公式な発表があることはほとんどないが、小林は同日のイベント出演時に「卒業」としてその発表と送別の場が設けられた。脱退については後に、俳優を目指して上京するためであったと明かしている。
2013年9月、セントラルジャパンから研音グループに移籍。新人部門Next Generationの所属となった。2014年に愛知から上京し、Eテレ『ビットワールド』レギュラー出演などで活動。2016年にドラマ『傘をもたない蟻たちは』・『仮面ライダーアマゾンズ』にレギュラー出演。2017年3月に『ニコラ』のメンズモデルを卒業した。同年4月から『ZIP!』にレポーターとして出演。12月、研音所属の若手俳優たちによるイベント『MEN ON STYLE』に出演した。
2018年3月、1年間出演した『ZIP!』を卒業。4月に研音のサイト上のプロフィールほかブログやTwitterなども消去されたが、新しく開設したTwitter上で活動を継続していく旨を表した。8月1日、古舘プロジェクトに所属したことをTwitterで発表した。
2020年6月1日、トライストーン・エンタテイメントに移籍した。

## 人物
- 幼少期には『仮面ライダー555』などを観ていた[1]。
- 苦手な食べ物は、ピクルス[1]。『仮面ライダーアマゾンズ』では、ハンバーガーを食べるシーンがあったが、途中からピクルスを小道具に抜いてもらっていたという[1]。
- 趣味、特技はダンス、書道、料理、英会話、ピアノ、サッカー、美味しいもの巡り[16]。

## 出演

### テレビドラマ
- 切り裂きジャックの告白 〜刑事 犬養隼人〜（2015年、テレビ朝日） - 鬼子母志郎 役
- 傘をもたない蟻たちは（2016年、フジテレビ） - 橋本純（中学時代） 役
- CDTV春スペシャル 卒業ソング音楽祭2017 『サヨナラの意味』（2017年、TBS）[17]
- CRISIS 公安機動捜査隊特捜班 第7話（2017年、カンテレ） - 荒木達雄 役
- おんな城主 直虎 第49話（2017年、NHK総合）
- 35歳の少女（2020年10月10日 - 12月12日、日本テレビ） -  村瀬了 役
- 38歳バツイチ独身女がマッチングアプリをやってみた結果日記（2020年11月19日 - 、テレビ東京） - ジェントルくん 役
- 福岡恋愛白書16 クリスマス狂想曲 （2021年3月27日、九州朝日放送） - 村瀬裕太 役[18]
- 絶対BLになる世界VS絶対BLになりたくない男（2021年3月27日、 CSテレ朝チャンネル1） - 斗真 役[19]
- やわ男とカタ子（2023年8月7日 - 9月25日、テレビ東京） - 片桐松太 役[20]
- 相棒 season22 第5話（2023年11月15日、テレビ朝日） - 桐生貴明 役[21]
- 天下人のスマホ（2023年12月23日、NHK総合） - 徳川秀忠 役[22]
- アイドル失格（2024年1月13日 - 3月30日、BS松竹東急） - 吉野ケイタ 役[23]
- 無用庵隠居修行8（2024年9月23日、BS朝日） - 永田源三郎 役
- 若草物語-恋する姉妹と恋せぬ私- 第1話・第2話（2024年10月6日・13日、日本テレビ） - 久我山 役
- 離婚弁護士 スパイダー 〜慰謝料争奪編〜 第3話（2024年10月19日、日本テレビ） - 秋本雪也 役[24]
- ときめき爆弾（2024年12月2日 - 2025年2月16日、テレビ愛知） - 主演・角谷創也 役[25]
- 雨上がりの僕らについて 第6話（2025年8月7日、テレビ東京） - 新島大翔 役

### バラエティ・情報番組
- ピラメキーノ「子役恋物語 シーズン9」（2009年、テレビ東京）[26]
- ビットワールド（2014年 - 2021年 、 NHK Eテレ） - レン・ダーリン 役ほか
- ZIP!（2017年 - 2018年、日本テレビ） - 「BOOMERS」担当
- 2.5次元男子推しTV シーズン5 #3（2022年7月22日、WOWOW）[27]
- 土曜はナニする!? イケドラ（2023年5月6日 - 27日、カンテレ）
- アクアリウム男子（2024年2月17日 - 24日、BS松竹東急）[28]
- オールスター合唱バトル（2024年12月29日、フジテレビ） - ミュージカル合唱団[29]
- はやウタ（2025年3月3日、NHK総合）[30]

### 映画
- リップヴァンウィンクルの花嫁（2016年） - 太田弘 役
- 兄に愛されすぎて困ってます（2017年） - 滝沢 役[31]
- 劇場版 仮面ライダーアマゾンズ Season1 覚醒（2018年） - マモル 役 ※後述のAmazonプライム・ビデオ作品の劇場用総集編
- 劇場版 仮面ライダーアマゾンズ Season2 輪廻（2018年）[32] - マモル 役 ※後述のAmazonプライム・ビデオ作品の劇場用総集編
- 虹色デイズ（2018年）[33]
- JK☆ROCK（2019年） - 東海林晴信 役
- 劇場版 パタリロ!（2019年6月28日） - タマネギ部隊 役[34]
- チャチャ（2024年10月11日） - 青木 役[35][36]
- 死神遣いの事件帖 -月花奇譚-（2022年11月18日） - 亞門 役[37]
- ファストブレイク（2024年11月22日） - 根本正道 役[38][39]
- 死神遣いの事件帖 終（2025年6月13日） - 亞門 役[40]

### 配信ドラマ
- 仮面ライダーアマゾンズ（Amazonプライム・ビデオ） - マモル 役[41]
  - シーズン1（2016年）
  - シーズン2（2017年）
- 紺田照の合法レシピ（2018年、Amazonプライム・ビデオ） - 海老原涼 役
- 承で終わる。(2021年3月16日、smash.) - 水守 役（紺野彩夏とW主演）[42]

### 舞台
- ストレートドライブ!（2011年） - 幸田省吾 役ほか
- ホワイト☆タイツ（2011年 - 2012年） - 小金井智紀 役ほか[43]
- ストレートドライブR（2012年） - 渋谷徹男（少年期） 役[44]
- ホワイト☆タイツII（2012年 - 2013年）[45]
- ミュージカル 忍たま乱太郎 - 諸泉尊奈門 役
  - 第6弾〜凶悪なる幻影！〜（2015年1月9日 - 23日、サンシャイン劇場） [46]
  - 第6弾〜凶悪なる幻影!〜 再演（2015年6月19日 - 7月5日、シアターGロッソ） [47]
  - 第9弾「忍術学園 学園祭」（2018年10月13日、舞浜アンフィシアター） - ゲスト出演
- 仮面ティーチャーミュージカル 〜SILVER MASK〜（2015年9月16日 - 18日、梅田芸術劇場 シアター・ドラマシティ / 9月30日 - 10月4日、Zeppブルーシアター六本木） - ミツル 役[48]
- 私のホストちゃん REBORN〜絶唱！大阪ミナミ編〜（2018年1月19日 - 2月11日､ サンシャイン劇場 他） - うさぎ 役[49]
- 舞台『パタリロ!』★スターダスト計画★（2018年3月15日 - 25日、天王洲 銀河劇場 / 3月30日 - 4月1日、森ノ宮ピロティホール） - ビョルン＆アンドレセン 役[50]
- 二兎社リーディング公演 「走り去る人たち」（2019年2月3日、東京芸術劇場 シアターウエスト）[51]
- 「僕のヒーローアカデミア」The "Ultra" Stage - 爆豪勝己 役
  - 「僕のヒーローアカデミア」The "Ultra" Stage（2019年4月12日 - 4月21日、天王洲 銀河劇場 / 4月26日 - 4月29日、サンケイホールブリーゼ / 6月7日 - 6月9日、虹橋芸術センター）[52]
  - 「僕のヒーローアカデミア」The “Ultra” Stage 本物の英雄（2020年3月20日 - 22日、品川プリンスホテル ステラボール / 3月27日、梅田芸術劇場 シアター・ドラマシティ）[53][54]
  - 「僕のヒーローアカデミア」The “Ultra” Stage 本物の英雄 PLUS ULTRA ver.（2021年12月3日 - 12日、TOKYO DOME CITY HALL / 12月24日 - 26日、京都劇場）[55]
  - 「僕のヒーローアカデミア」The “Ultra” Stage 平和の象徴（2022年4月9日・10日、KAAT神奈川芸術劇場 ホール / 4月22日 - 24日、京都劇場 / 4月29日 - 5月8日、TOKYO DOME CITY HALL）[56]
  - 「僕のヒーローアカデミア」The “Ultra” Stage 最高のヒーロー（2023年4月29日 - 5月7日、天王洲 銀河劇場 / 5月12日 - 14日、AiiA 2.5 Theater Kobe / 5月19日 - 21日、日本青年館ホール）[57]
- 劇団アレン座「積チノカベ」（2019年7月4日 - 7日、北九州芸術劇場 小劇場 / 7月11日 - 14日、すみだパークスタジオ倉） - 樹 役[58]
- 舞台『鬼滅の刃』 - 主演・竈門炭治郎 役[59]〈初代〉
  - 舞台『鬼滅の刃』（2020年1月18日 - 26日、天王洲 銀河劇場 / 1月31日 - 2月2日、AiiA 2.5 Theater Kobe）[59]
  - 其ノ弍 絆（2021年8月7日 - 15日、天王洲 銀河劇場 / 20日 - 22日、梅田芸術劇場 メインホール / 27日 - 31日、TACHIKAWA STAGE GARDEN）[60]
  - 其ノ参 無限夢列車（2022年9月10日 - 11日、TOKYO DOME CITY HALL / 9月16日 - 25日、京都劇場 / 10月15日 - 23日、TOKYO DOME CITY HALL）[61]
- STAGE GATE VR シアター vol.2『Equal-イコール-』（リーディングスタイル）（2020年9月27日 - 28日・30日、DDD青山クロスシアター）[62]
- ALTAR BOYZ 2021（2021年4月9日 - 24日、新宿FACE）Team SPARK - マシュー 役[63]
- Musical「HOPE」（2021年10月1日 - 17日、本多劇場） - K 役（Wキャスト）[64]
- 死神遣いの事件帖 -幽明奇譚-（2022年6月9日 - 19日、ヒューリックホール東京 / 6月23日 - 26日、梅田芸術劇場 シアター・ドラマシティ） - 亞門 役[65]
- ミュージカル「キングアーサー」（2023年1月、新国立劇場 中劇場 / 2月 - 3月、群馬 / 愛知 / 兵庫） - ガウェイン 役[66]
- ミュージカル「フランケンシュタイン」（2025年4月10日 - 30日、東京建物 Brillia HALL / 5月5日・6日、愛知県芸術劇場 大ホール / 5月10日・11日、水戸市民会館 グロービスホール / 5月17日 - 21日、神戸国際会館 こくさいホール） - 主演・ビクター・フランケンシュタイン / ジャック 役（Wキャスト）[67][68]
- ミュージカル『キルバーン』（2025年9月13日 - 28日〈予定〉、サンシャイン劇場 / 10月2日 - 5日〈予定〉、梅田芸術劇場 シアター・ドラマシティ） - 美少年グスタフ 役[69][70][71]

### イベント
- ACTORS☆LEAGUE in Dance 2024（2024年8月27日、有明アリーナ） - チーム MISH-MASH[72]
- ACTORS☆LEAGUE in Dance 2025（2025年8月26日〈予定〉、国立代々木競技場 第一体育館）[73]

### ミュージック・ビデオ
- スピッツ「小さな生き物」（2013年） - アルバム『小さな生き物』収録曲。同作のカバーモデルも務める。
- 小林太郎「Jaguar」（2018年）

### CM
- ロート製薬「メンソレータム アクネス（WebCM）」（2017年3月）
- 東武動物公園「ウインターイルミネーション2018‐2019」（2018年12月）

### その他
- 東映 presents HKT48×48人の映画監督たち「黒猫は空中を見る。」（2017年） - 光太 役
- 速食物語 Season2（2020年2月24日 - 8月3日、YouTube）

## 書籍

### 写真集
- 温度（2023年5月30日、KADOKAWA）ISBN 978-4-04-897577-3[74]

### 雑誌
- ニコ☆プチ（2012年、新潮社） - メンズモデル
- ニコラ（2012年 - 2017年、新潮社） - メンズモデル

## 作品

### 連載
- 小林亮太とグルメバーガーと。（2021年7月30日 - 2023年7月26日、ウォーカープラス）[75]

### DVD
- 小林亮太 in L.A. ～Dance Lesson～（2019年10月5日、イーネット・フロンティア）
- 小林亮太 in L.A.（2020年2月7日、イーネット・フロンティア）